# Pădurea Bunget
Pădurea Bunget este o arie protejată de interes național ce corespunde categoriei a IV-a IUCN (rezervație naturală de tip forestier) situată în județul Mehedinți, pe teritoriul administrativ al comunei Burila Mare.

## Localizare
Aria naturală  se află în partea central-vestică a județului Mehedinți  (în Podișul Mehedinți), pe teritoriul nord-estic al comunei Burila Mare și cel nord-vestic al satului Devesel, în apropierea drumului național DN56B care face legătura între satul Hinova și Porțile de Fier II.

## Descriere
Rezervația naturală a fost declarată arie protejată prin Legea Nr.5 din 6 martie 2000, publicată în Monitorul Oficial al României, Nr. 152 din 12 aprilie 2000 (privind aprobarea Planului de amenajare a teritoriului național - Secțiunea a III-a - zone protejate) și se întinde pe o suprafață de 18,20 hectare. 
Aria protejată reprezintă o zonă împădurită (bunget) cu rol de protecție pentru specii arboricole de stejar (Quercus robur) secular.